# Round and Around
Pistes de A Momentary Lapse of Reason
On the Turning Away A New Machine Part 1
Round and Around est une chanson du groupe de rock progressif britannique Pink Floyd. C'est la sixième chanson du disque A Momentary Lapse of Reason en 1987 avec la première partie de la même chanson, Yet Another Movie. Ces deux parties furent séparés sur l'album en concert Delicate Sound of Thunder paru en 1988. Elle fut souvent jouée en concert lors des tournées du disque.

## Personnel
- David Gilmour - chant, guitares, claviers
- Nick Mason - batterie, effets sonores
- Jim Keltner - batterie
- Steve Forman - percussions
- Bob Ezrin - programmation
- Patrick Leonard - synthétiseur
- Tony Levin - guitare basse
- Bill Payne - orgue
- Darlene Koldenhaven, Carmen Twillie, Phyllis St. James, Donnie Gerard - chœurs

## Liens
- Site officiel de Pink Floyd
- Site officiel de David Gilmour